# Hideki Okada
Hideki Okada (jap. 岡田秀樹 Okada Hideki; ur. 28 listopada 1958 w Okayamie) – japoński kierowca wyścigowy.

## Kariera
Okada rozpoczął karierę w międzynarodowych wyścigach samochodowych w 1984 roku od startów w All Japan Sports-Prototype Championship oraz w FIA World Endurance Championship. W Japonii uzbierane osiem punktów dało mu 28 pozycję w klasyfikacji generalnej. W późniejszych latach Japończyk pojawiał się także w stawce Japońskiej Formuły 3, World Sports-Prototype Championship, Japanese Touring Car Championship, All Japan Sports Prototype Car Endurance Championship, Asia-Pacific Touring Car Championship, Fuji Long Distance Series, Japońskiej Formuły 3000, 24-godzinnego wyścigu Le Mans, All Japan Touring Car Championship, All Japan GT Championship oraz 1000 km Suzuka.